# San Andrés (San Andrés y Providencia)
San Andrés, conocido localmente como North End o Sector del Centro es un centro poblado que funge como capital administrativa y comercial del departamento colombiano de San Andrés, Providencia y Santa Catalina.
Este centro urbano surge como capital de facto del departamento, ya que en su organización política no cuenta con un alcalde, ya que todo es administrado directamente por el gobernador.
North End está situado en el extremo norte de la isla de San Andrés, en el Mar Caribe. Los principales atractivos turísticos son: Fisherman's Place, lugar de encuentro de los pescadores de la isla para vender sus productos; el Centro de Capacitación del Caribe por parte del SENA; Coral Palace (Palacio de Coral), que es el asiento de la gobernación del departamento; la Plaza Marina (Coral Palace Square); la Casa de la Cultura; el malecón Avenida Francisco Newball; el sendero peatonal Path Way, entre otros.
La población se considera que es aproximadamente 20% raizales y 80% colombianos del continente. La economía se sustenta principalmente por el turismo y la pesca comercial. Antes fue un puerto libre de impuestos, que todavía tiene un distrito comercial relativamente vigoroso donde se venden diversos bienes de consumo a precios de ganga, incluyendo oro y joyas de esmeraldas de Colombia, artículos de cuero y otras mercancías distintivamente colombianos.
San Andrés se ha convertido en un sinónimo para este tipo de compras del negocio en Colombia, tanto que en muchos pueblos y ciudades tienen sus propias zonas de compras baratas conocidas como «San Andresito» (pequeño San Andrés).
En el 2018, el movimiento portuario en San Andrés fue de 15,599 TEU ubicándose en el puesto 95 en la lista de actividad portuaria de América Latina y el Caribe.

## Ciudades hermanadas
- San Clemente (California), Estados Unidos.